# Knottpittor
Knottpittor (Pittasoma) är släkte i familjen knottfåglar inom ordningen tättingar. Släktet omfattar enbart två arter som förekommer från Costa Rica till Ecuador:
- Svartkronad knottpitta (P. michleri)
- Rödkronad knottpitta (P. rufopileatum)